# Robres del Castillo
Robres del Castillo ist eine aus zwei Weilern (pedanías) bestehende Berggemeinde (municipio) mit 24 Einwohnern (Stand: 2024) in der Autonomen Gemeinschaft La Rioja im Norden Spaniens.

## Lage und Klima
Der Ort Robres del Castillo liegt in den Bergen der Region La Rioja ungefähr 35 km (Fahrtstrecke) südöstlich der Provinzhauptstadt Logroño in einer Höhe von 735 m. Das Klima ist gemäßigt; Regen (ca. 580 mm/Jahr) fällt übers Jahr verteilt.

## Bevölkerungsentwicklung
| Jahr      | 1857 | 1900 | 1950 | 2001 | 2017 |
| Einwohner | 406  | 428  | 274  | 36   | 30   |

Die Mechanisierung der Landwirtschaft und die Aufgabe zahlreicher bäuerlicher Kleinbetriebe führten seit Beginn des 20. Jahrhunderts zu einer Abwanderung der Bevölkerung in die Städte.

## Wirtschaft
Die Dörfer der Gemeinde waren und sind ausschließlich landwirtschaftlich orientiert, wobei die Viehzucht eine dominierende Rolle spielt. Die Menschen lebten als Selbstversorger, denn die Märkte waren zu weit entfernt – eine Situation, die sich erst durch den Bau einer asphaltierten Straße in der zweiten Hälfte des 20. Jahrhunderts verbessert hat.

## Geschichte
Die erste Erwähnung des Ortsnamens stammt aus dem Jahr 1156. Später gehörte die Gegend zur Grundherrschaft (señorio) der Familie Lizana. Seit dem 19. Jahrhundert bestimmte die Stadt Logroño über das Schicksal der sich allmählich auflösenden Berggemeinde.

## Sehenswürdigkeiten
Auf dem Gemeindegebiet befinden sich die Ruinen mehrerer aufgegebener Dörfer und Einsiedlerkirchen (ermitas). Eine einbogige mittelalterliche Brücke quert den Río Jubera.

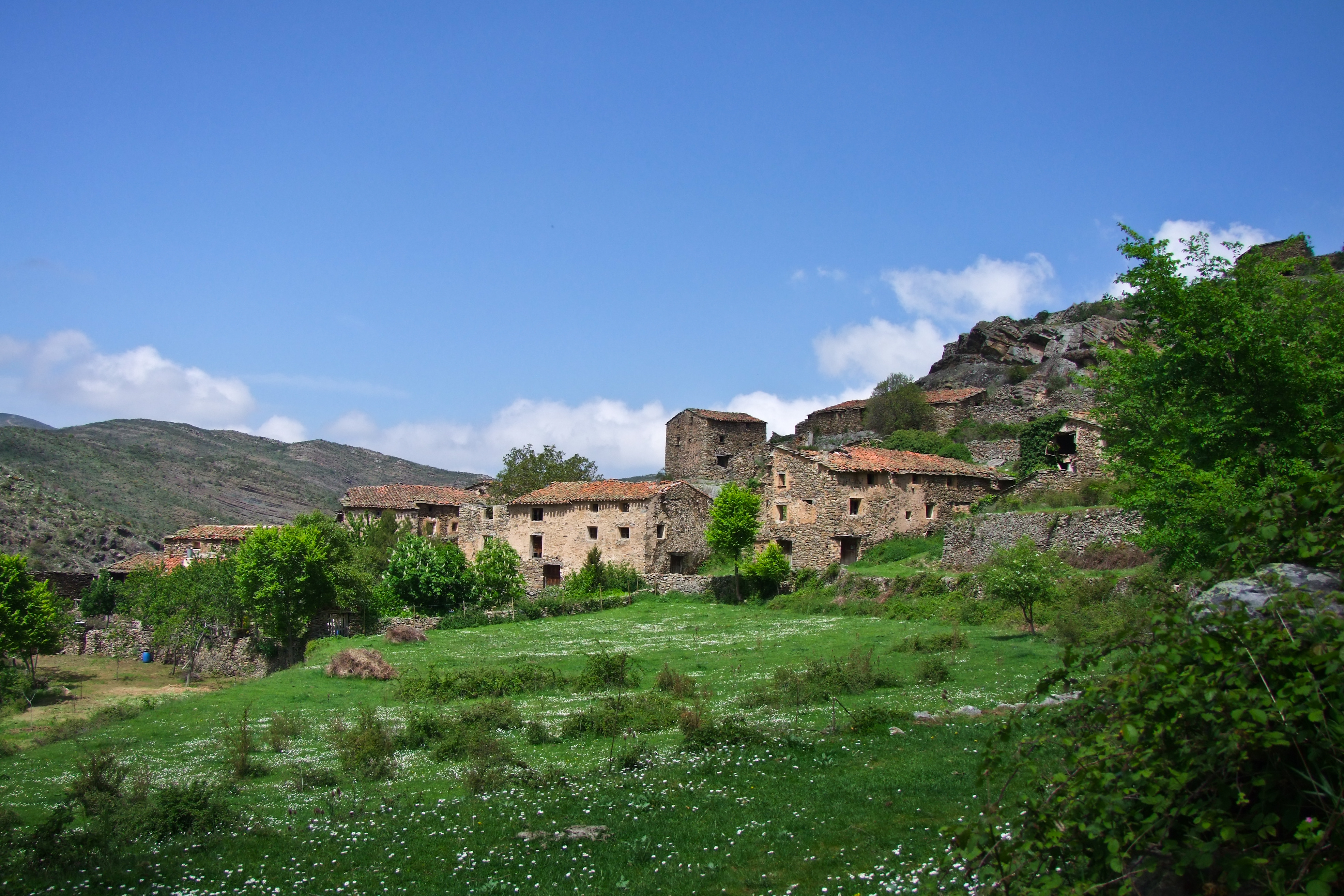
Aufgegebener Weiler Olivas
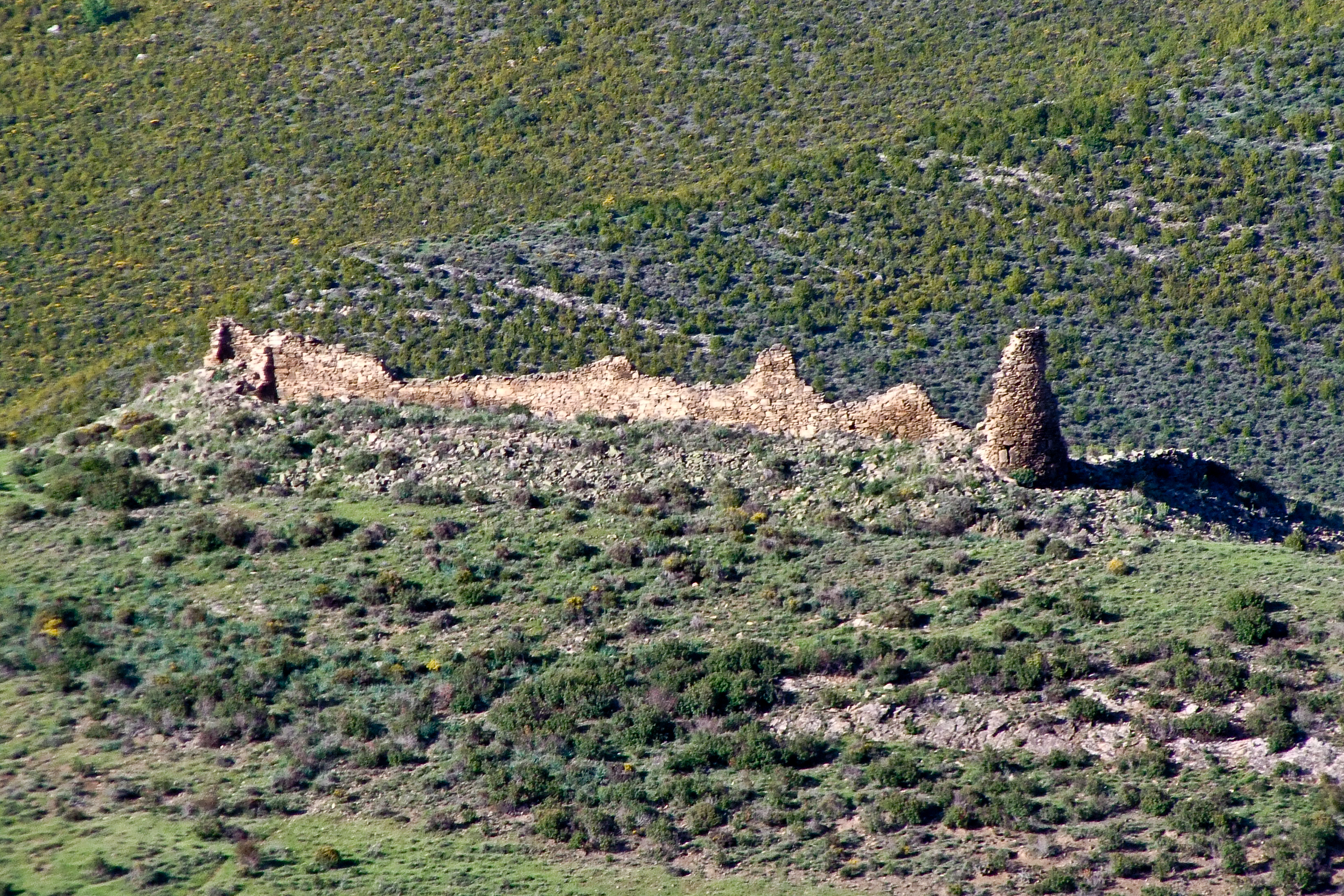
Ruine der Burg
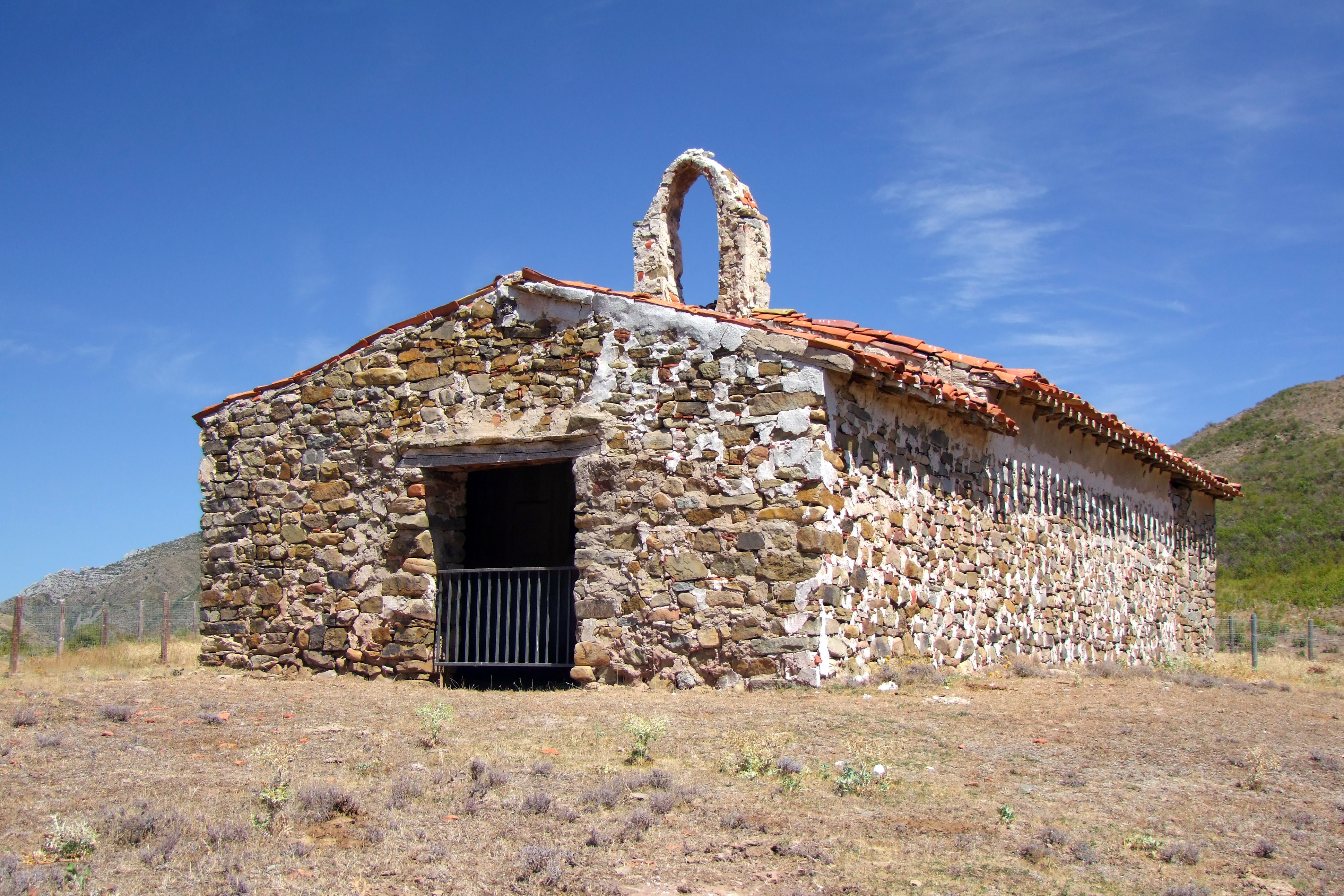
Ermita de San Sol
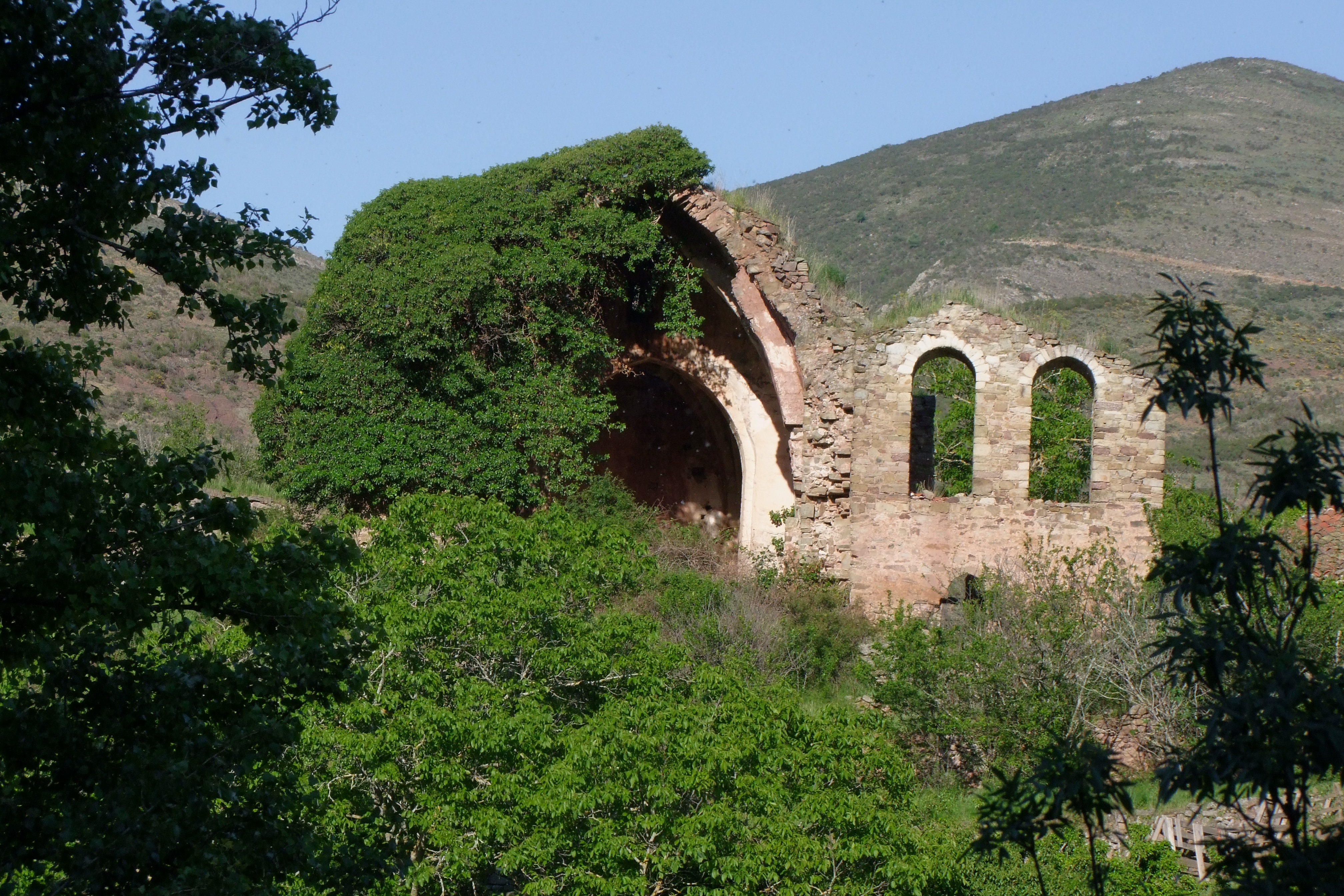
Ermita de Santa María
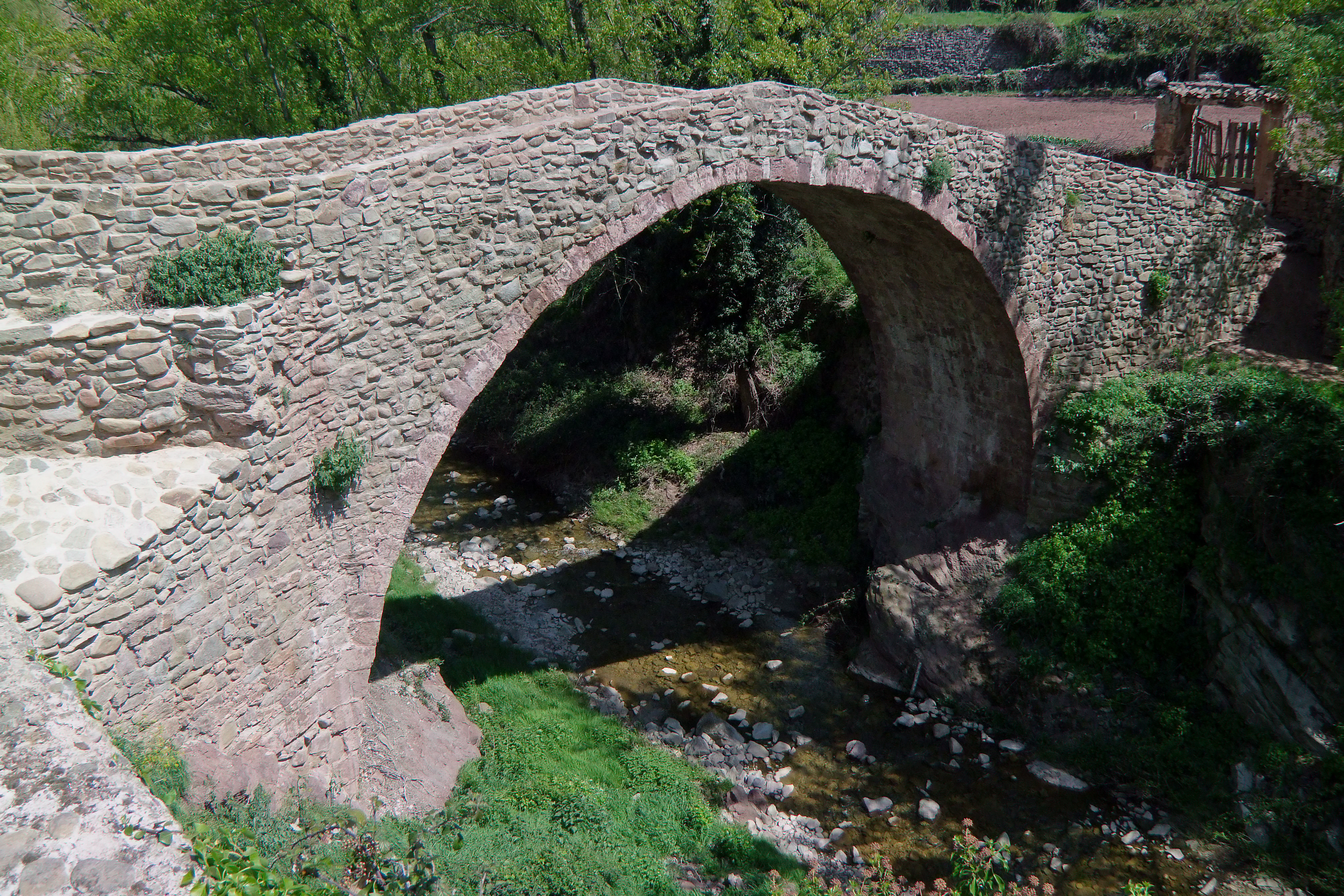
Puente medieval
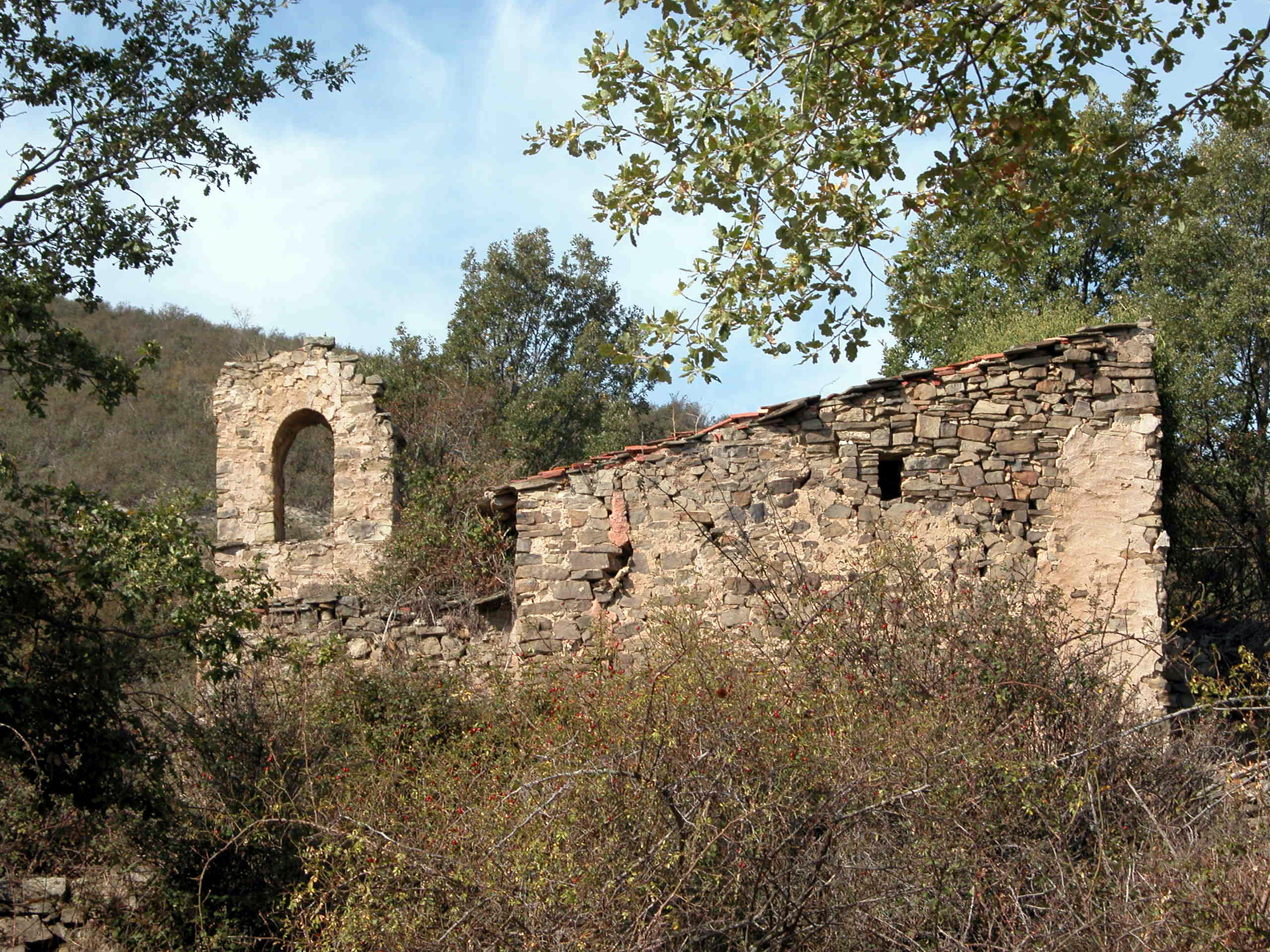
Kirchenruine im verlassenen Weiler Dehesillas